# 埜仙普化
埜仙普化（?—?），译名又作也先不花、野仙溥化，蒙古札剌儿氏，埜仙普化是木华黎六世孙、孛鲁的玄孙、阿里乞失的曾孙，忽速忽尔的孙子，乃蛮台的儿子。元朝末年大臣，元顺帝时中书平章政事。其子纳哈出。
埜仙普化早年入宿卫，掌管速古儿赤（怯薛官名，掌内府尚供衣服），历任朝列大夫、给事中，拜为监察御史。后来担任河西廉访副使。至正十三年（1353年）担任淮西添设宣慰副使，率军镇压泰州（今山东省泰安市）农民起义。入为中书参知政事，转任御史中丞。至正十七年（1357年），拜为中书右丞，奉旨宣抚彰德路、大名路、广平路、东平路。至正十九年（1359年），统帅探马赤军去辽阳行省镇压红巾军。至正二十年（1360年），为中书省参知政事，前去调解孛罗帖木儿和察罕帖木儿的矛盾。至正二十一年（1361年），为中书左丞，加太尉衔，任辽阳行省左丞相。至正二十二年（1362年），升为中书右丞，次年罢。至正二十八年（1368年），明朝大军北伐，他奉命防守入海口，护卫畿辅。